# Januário Barreto
Januário Gonçalves Barreto Duarte, mais conhecido por Januário Barreto (Aldeia do Souto, 17 de abril de 1877 — Lisboa, 23 de junho de 1910), foi um médico, ativista republicano, futebolista e dirigente desportivo português, primeiro presidente eleito do Sport Lisboa de 1906 a 1908 e um dos fundadores da Liga Portuguesa de Futebol. Foi também o marido de Carolina Beatriz Ângelo, primeira mulher a votar em Portugal.

## Biografia
Nasceu a 17 de abril de 1877, na freguesia de Aldeia do Souto, concelho de Covilhã, filho de José Gonçalves Duarte, natural de Colmeal da Torre e de sua mulher, Maria Leopoldina Pereira Barreto, natural da cidade da Guarda. Ainda jovem veio para Lisboa.

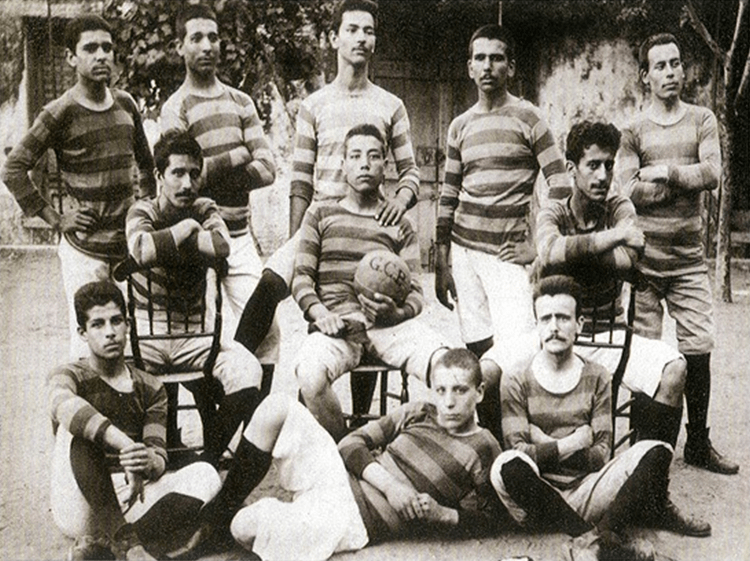
Retrato fotográfico dos jogadores da Real Casa Pia, após uma vitória contra os ingleses do Carcavelos Club, na qual figuram Januário Barreto (à direita, sentado na cadeira) e o pintor Pedro Guedes (ao centro, segurando a bola), 22 de janeiro de 1898.

Órfão aos 8 anos, ingressou na Real Casa Pia de Lisboa, a 30 de junho de 1886. Cedo revelou dotes intelectuais e desportivos que lhe permitiram uma bolsa para estudar na Escola Médica de Lisboa, onde se formou em 1902. Em 1898 era futebolista da equipa de alunos da Real Casa Pia, tendo sido posteriormente árbitro. Os jornais da época decrevem-no como pessoa de grande talento, de amor ao desporto e de elevadas qualidades morais. Segundo o jornal O Sport Nacional, foi mesmo uma figura inconfundível no panorama desportivo nacional.
A 3 de dezembro de 1902, contando 25 anos, contraiu matrimónio na Igreja de Santa Justa e Santa Rufina, em Lisboa, com Carolina Beatriz Ângelo, sua prima em segundo grau pelo lado materno, conceituada médica e ativista republicana e dos direitos da mulher. A sua irmã, Maria José Barreto Duarte, casou-se com o irmão de Carolina, o funcionário público Viriato Ângelo. Foi pai de filha única, Maria Emília Ângelo Barreto, conceituada professora de filosofia do Liceu Maria Amália Vaz de Carvalho, que se casou com o também professor Humberto Fagundes, que foram os pai do advogado e ativista anti-fascista Jorge Fagundes.
Para dar "dimensão social" ao Sport Lisboa, foi eleito presidente o Dr. Januário Barreto, figura de prestígio na sociedade lisbonense, mantendo-se os anteriores dirigentes da primeira Direção. Não sendo fundador, cedo se revelou militante apaixonado, funcionando não raras vezes o seu consultório médico, à Rua Nova do Almada, como sala de reuniões dos dirigentes benfiquistas. Em 1906, o Sport Lisboa alcançara posição de destaque, sendo considerado pela imprensa como o melhor grupo de futebolistas portugueses. Mas faltavam infraestruturas. Aquando da eleição da primeira Direção, a 22 de novembro de 1906, permaneceram os três membros da Comissão Administrativa, sendo eleito presidente Januário Barreto – figura grata no desporto, prestigiado conhecedor das regras do futebol. Durante a sua gerência, o clube conquistou os dois primeiros troféus, no Torneio Inter-Clubes do Internacional (CIF), em 2.ª e 3.ª categorias. Ocupou o cargo até 13 de setembro de 1908, sucedendo-lhe João José Pires.

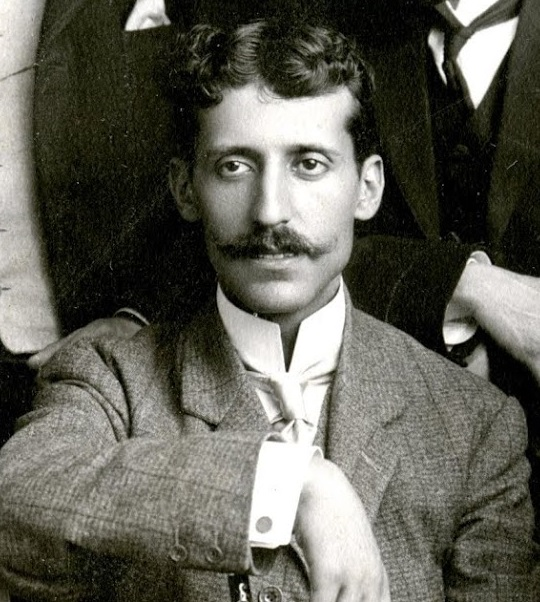
Januário Barreto aquando da sua formatura em Medicina pela Escola Médica de Lisboa (1902).

Foi depois admitido, em fevereiro de 1909, como sócio do Sporting Clube de Portugal  e a 4 de janeiro de 1910 tornou-se no primeiro presidente do conselho fiscal do clube, que integrava também José Alvalade como secretário e António Couto como relator. Para além de presidir à Liga Portuguesa de Futebol, da qual foi um dos fundadores, dirigiu também a Academia Lisbonense e a Sociedade Promotora de Educação Física.
Faleceu ainda novo vitimado pela tuberculose pulmonar, a 23 de junho de 1910, na sua residência, o primeiro andar do número 181 da Rua do Sol ao Rato, freguesia de Santa Isabel, em Lisboa, com apenas 33 anos de idade, enlutando os clubes e o desporto nacional. Encontra-se sepultado em jazigo, no Cemitério dos Prazeres.
Após a sua morte, foi substituído no cargo que ocupava por José da Cruz Viegas, na mesma altura em que José Alvalade assumia a presidência do clube, devido à demissão de Caetano Pereira.
A Associação de Futebol de Lisboa criou um prémio anual com o seu nome, destinado ao jogador do Casa Pia que se distinguisse simultaneamente como atleta e como estudante. O primeiro destes prémios foi atribuído a Cândido de Oliveira, em 1914. Foi homenageado na sua terra natal com um memorial e foi dado o seu nome ao Pavilhão Januário Barreto, da Casa Pia, sito em Belém, no qual se encontra um baixo-relevo da sua imagem.
A 27 de março de 2021, a Direção do Casa Pia homenageou Januário Barreto, com a colocação de uma coroa de flores no seu memorial de Aldeia do Souto. A comitiva do Casa Pia, foi recebida pelo Vereador do Desporto da Câmara Municipal da Covilhã, o engenheiro José Miguel Oliveira, e pelo Presidente da Junta da Freguesia de Vale Formoso e Aldeia do Souto, Daniel Tavares. Da parte do clube, além do plantel e equipa técnica, marcaram presença o vice-presidente Paulo Cardiga e o vogal da direção, Hélder Tavares, que usou da palavra.